# Caius Claudius Centho
Caius Claudius Centho (ou Cento) est un riche et important patricien du IIIe siècle av. J.-C. de la République romaine.

## Biographie
Caius Claudius Centho est le troisième fils d'Appius Claudius Caecus et membre des Claudii.
Il a été :
- Consul en 240 av. J.-C.[1]  ;
- Censeur en 225 av. J.-C. ;
- Interroi en  217 av. J.-C. ;
- Dictateur en 213 av. J.-C.[2].